# .pe
.pe és el domini de primer nivell territorial (ccTLD) del Perú. Va ser creat el 25 de novembre de 1991. El gestiona Red Científica Peruana.

## Dominis de segon nivell
Abans del 8 de desembre de 2007, tots els registres s'havien de fer al tercer nivell; des de llavors ja es pot registrar directament al segon. Les etiquetes de segon nivell són:
- edu.pe: institucions educatives del Perú
- gob.pe: govern del Perú
- nom.pe: persones del Perú
- mil.pe: militars del Perú
- sld.pe: sistema de salut del Perú
- org.pe: organitzacions del Perú
- com.pe: entitats comercials del Perú
- net.pe: proveïdors de xarxa del Perú